# Ferdinand II. (Aragón)

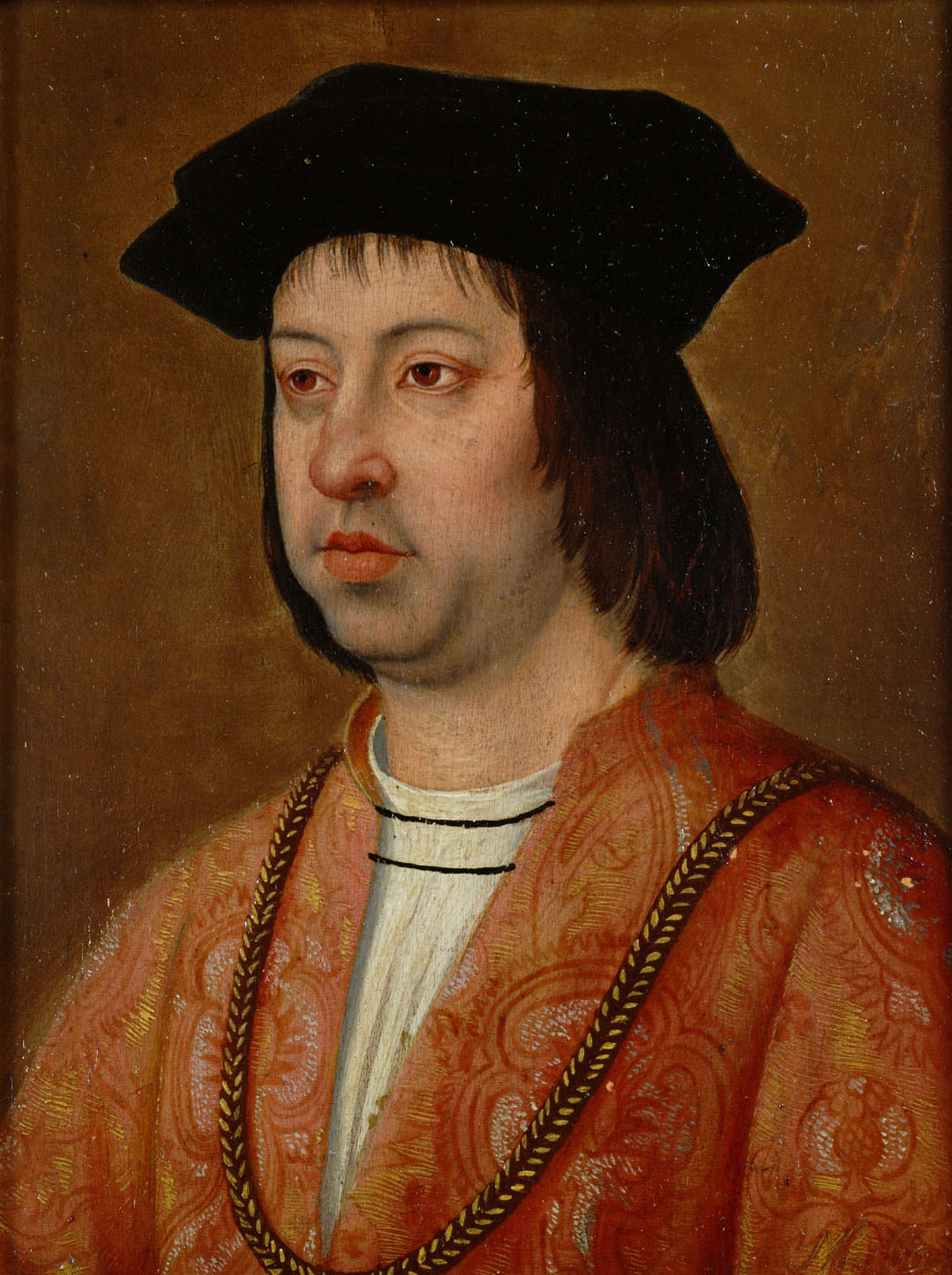
Michael Sittow, Ferdinand II. von Aragón, Kunsthistorisches Museum

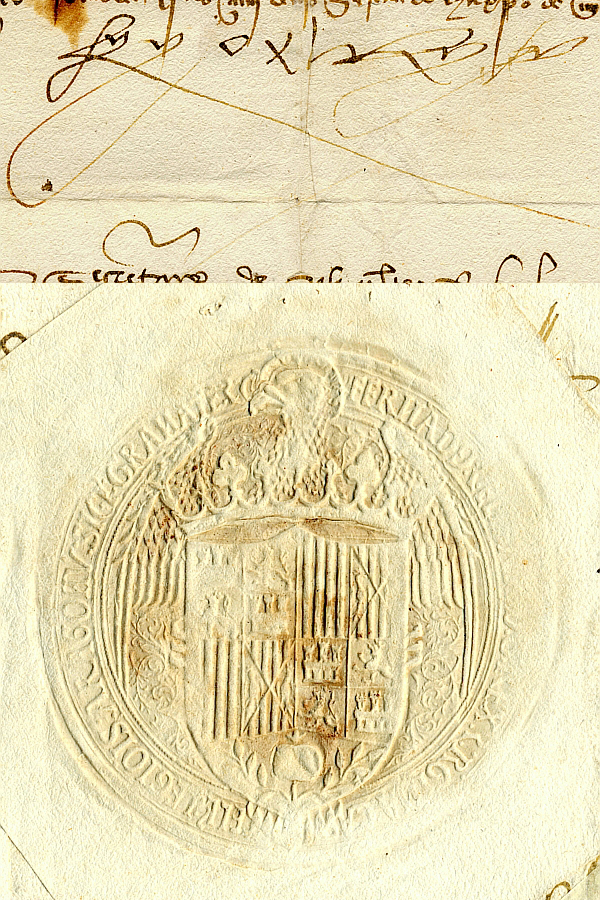
Unterschrift Yo el Rey und Siegel Ferdinands des Katholischen (1506)

Ferdinand, bekannt als Ferdinand der Katholische (aragonesisch Ferrando II o Catolico, * 10. März 1452 in Sos; † 23. Januar 1516 in Madrigalejo), war ab 1468 König von Sizilien. Von 1474 bis 1504 war er, zusammen mit seiner Frau Isabella, als Ferdinand V. iure uxoris König von Kastilien und León. Ab 1479 regierte er als Ferdinand II. die Reiche der Krone von Aragón. Ab 1505 war er als Ferdinand III. König von Neapel. Nach dem Tod seines Schwiegersohns Philipp übernahm er 1506 in Kastilien die Regentschaft für seine Tochter Johanna.

## Leben
Er war der einzige Sohn von Johann II. von Aragón und dessen zweiter Gemahlin Juana Enríquez. Bereits 1466 wurde er zum Mitregenten von Aragonien und 1468 zum König von Sizilien (als Ferdinand II.) ernannt. Am 19. Oktober 1469 heiratete er die Infantin Isabella I. von Kastilien und übernahm mit ihr nach dem Tod Heinrichs IV. (des Unvermögenden) von Kastilien im Jahr 1474 die Herrschaft über Kastilien und León. Dort wird er als Ferdinand V. gezählt. 1476 verteidigten sie ihre Herrschaft im Kastilischen Erbfolgekrieg gegen portugiesische Einmischung.
1473 wurde er zum Ritter des Ordens vom Goldenen Vlies und 1480 zum Ritter des Hosenbandordens gewählt.
Nach dem Tode seines Vaters Johann im Jahre 1479 wurde der spanische Einigungsprozess noch stärker verfolgt, wobei aber in kastilischen Angelegenheiten lediglich Isabella die Entscheidungen treffen durfte, auch wurden beide Reiche separat verwaltet.

### Feldzüge gegen das Emirat von Granada

Aragón, Kastilien, Granada im 15. Jahrhundert.

1482 begann Ferdinand mit einer Reihe von Feldzügen gegen das Emirat von Granada. 1484 belagerte er Setenil de las Bodegas, 1485 später durchzog er das Gebiet westlich von Málaga und nahm die Stadt Ronda ein. Die Bewohner der Stadt und ihres Umlands erhielten den Status von mudejarischen Leibeigenen (sierbos mudejares) des Königs und der Königin. Ferdinand versprach, „das Gesetz Mohammeds zu erhalten“, und erlaubte den Muslimen, bei rechtlichen Auseinandersetzungen ihre eigenen Rechtsgelehrten zu konsultieren, die gemäß der Scharia und der Sunna entscheiden durften. Im Herbst 1485 unternahm Ferdinand ein wichtiges politisches Manöver: Er ließ den gefangenen Nasriden, Boabdil frei und sandte ihn auf muslimisches Territorium. Damit löste er eine Welle von Unruhen unter den Muslimen von Granada aus, denn Boabdils Onkel Muhammad al-Zagal (XIII.) beanspruchte ebenfalls die Herrschaft in Granada und nahm, unterstützt von den Abencerrajes, den Kampf gegen Boabdil auf. 1486 setzte Ferdinand den militärischen Kampf gegen das Emirat fort und konnte mit seiner Artillerie die Stadt Loja zur Kapitulation zwingen. 1487 brachte er Vélez-Málaga zu Fall. 1492 war die Eroberung des Königreiches Granada abgeschlossen, womit der letzte maurische Staat auf der Iberischen Halbinsel verschwand.

### Das Alhambra-Edikt
Am 31. März 1492 erließen Ferdinand und Isabella in der Alhambra nach dem Sieg gegen die Mauren, der nur durch die massive finanzielle Unterstützung ihrer jüdischen Bankiers und Berater Abraham Senior und Isaak Abravanel möglich geworden war, das Alhambra-Edikt. In diesem Edikt wurden die Juden aufgefordert, innerhalb von drei Monaten Spanien und alle spanischen Besitzungen zu verlassen, es sei denn, sie träten zum Christentum über. Das Edikt gab die Initialzündung zu einer bis dahin beispiellosen Judenverfolgung unter der Regie der Inquisition und ihres fanatischen Führers, des Großinquisitors Tomás de Torquemada, Dominikaner und Beichtvater der Königin. Die Vertreibung der Juden von der iberischen Halbinsel – wenig später schloss sich auch Portugal dieser Politik an – bedeutete einen großen Aderlass für Wissenschaft und Kunst sowie für die Wirtschaft, der nur durch die Goldzufuhren aus den neuen Kolonien aufgefangen werden konnte.

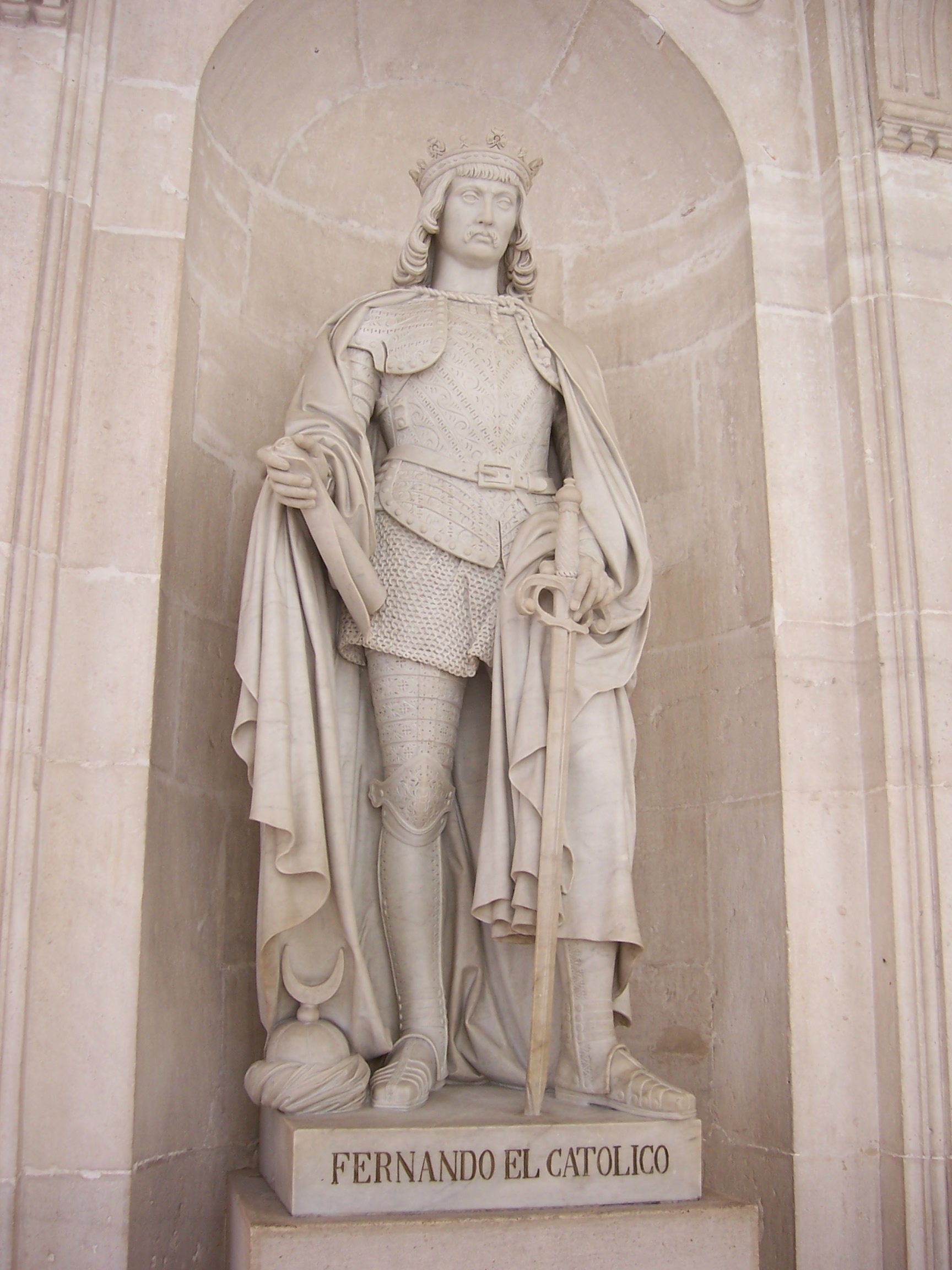
Ferdinand II. (spanischer Königspalast, Madrid)

### Entdeckung Amerikas
Das Jahr 1492 brachte für Spanien nicht nur den Abschluss der Eroberung des Königreiches Granada und den Anfang einer beispiellosen Judenverfolgung, sondern auch die Entdeckung Amerikas durch Christoph Kolumbus, der im Auftrag des Königspaares segelte. Nachdem Christoph Kolumbus die Neue Welt für Spanien entdeckt hatte, übte dies die Herrschaft zu Lande und zur See an den östlichen und westlichen Küsten des Atlantischen Ozeans fast ohne Widerstand aus. Im Vertrag von Tordesillas (1494) wurde die neue Welt zwischen Spanien und Portugal durch Papst Alexander VI. aufgeteilt. In Ferdinands Auftrag wurde das sogenannte Requerimiento erstellt, ein Text, in dem die Indios Südamerikas zur bedingungslosen Kapitulation und gleichzeitigen Unterwerfung unter die Herrschaft der spanischen Krone als Stellvertreter der katholischen Kirche und des Papstes aufgefordert wurden.

### Heiratspolitik

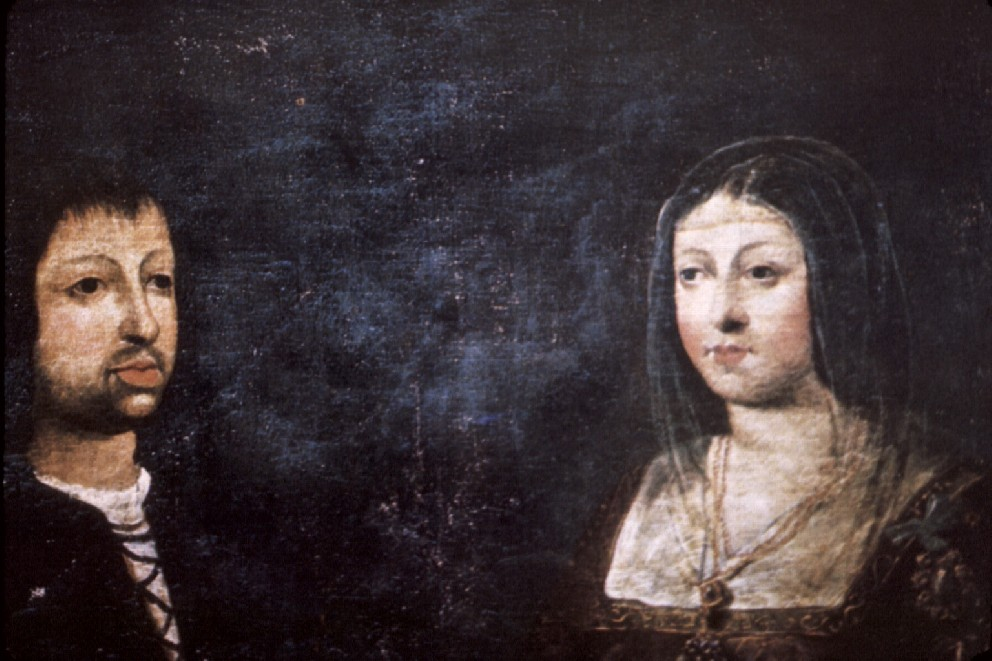
Ferdinand II. von Aragón und Isabella von Kastilien bei ihrer Hochzeit

Am 21. August 1496 kam es zu einer Doppelhochzeit: Johanna von Kastilien (Johanna die Wahnsinnige), die Tochter des Königspaares, heiratete den Habsburger Philipp den Schönen, während der Thronfolger Don Johann Margarethe von Österreich heiratete. Der Thronfolger Johann starb jedoch am 4. Oktober 1497, und nachdem auch Ferdinands älteste Tochter Isabella, die Königin von Portugal, im folgenden Jahr starb, rückte Johanna in der Thronfolge nach.
Ferdinand plante eine Verschmelzung Portugals mit Spanien und Erweiterung der Besitzungen in Italien, sie kamen jedoch nicht mehr vollständig zur Ausführung. Die Grundsteine zu diesen Plänen waren jedoch schon gelegt mit der Vermählung der ältesten Tochter Isabella mit dem portugiesischen Thronfolger Alfons. Nach dessen Tod wurde sie mit seinem Nachfolger Manuel verheiratet. Sie und ihr einziger Sohn, der Erbe von drei Königreichen gewesen wäre, starben jedoch bald. Nach deren Tod heiratete Manuel ihre Schwester Maria.
Die jüngste Tochter Katharina wurde schon als Kind mit Arthur Tudor verlobt. Nachdem dieser nach nur vier Monaten Ehe gestorben war, wurde Katharina Opfer des Streits ihres Vaters und Schwiegervaters Heinrich VII. von England um die noch nicht vollständig ausgezahlte Mitgift, ehe sie 1509 Heinrich VIII. heiratete.

### Aufstieg Spaniens zur Weltmacht
Das glückliche Zusammentreffen von Weltereignissen und eine Reihe herausragender Minister (Mendoza, Jiménez, Gonzalo de Cordova und andere), verbunden mit der staatsmännischen Begabung und Tüchtigkeit des Königspaars, bewirkten unter dessen Regierung einen raschen Aufschwung Spaniens. Ein Hauptstreben Ferdinands und Isabellas war auf die Stärkung der königlichen Gewalt gegenüber dem Adel und der Geistlichkeit und auf Wiedererwerbung der in die Hände der großen Vasallen gekommenen Kronbesitzungen gerichtet; im Übrigen wurde strenge Justiz gehandhabt und das Gerichtswesen durch Einführung der Santa Hermandad (‚Heilige Bruderschaft‘) verschärft.
Großen Zuwachs an Einnahmen und Einfluss gewährte die Vereinigung der Großmeistertümer der drei geistlichen Ritterorden mit der Krone, welche infolgedessen dem Adel umso energischer gegenübertreten konnte. Auch auf das kirchliche Benefizienwesen wussten die katholischen Könige ihren Einfluss geltend zu machen; das mächtigste Instrument war aber die Inquisition, jenes Glaubensgericht, das im 13. Jahrhundert eingerichtet worden, aber danach in Verfall geraten war und damals wiederbelebt wurde. Das Tribunal der Inquisition war von der Krone abhängig und diente gleichzeitig kirchlichen wie politischen Zwecken.

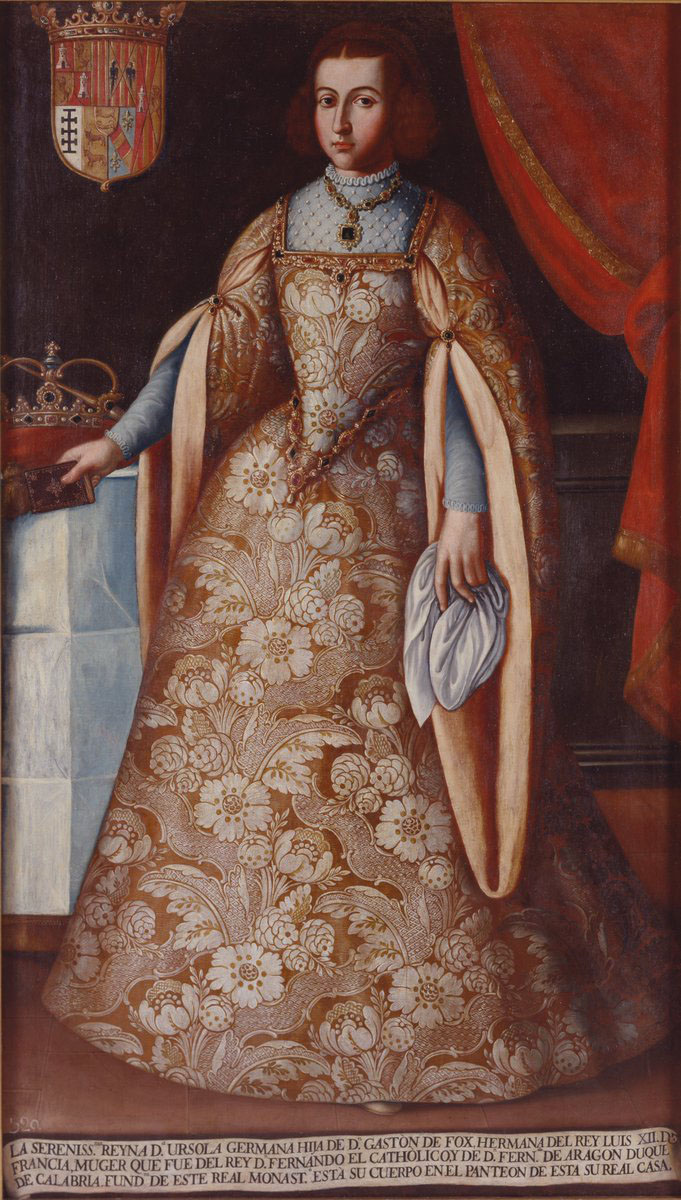
Germaine de Foix, zweite Ehefrau von Ferdinand II.

Durch die Teilnahme an der allgemeinen Politik von Europa, in welcher er sich als meisterhafter Diplomat bewährte, errang Ferdinand für Spanien die größten Erfolge; 1492 kam er in den Besitz der Grafschaften Roussillon und Cerdaña, 1495 bildete er die große antifranzösische Liga.
Durch geschickte Verhandlungen bewog er Frankreich zu einer Teilung des Königreichs Neapel, welches die beiden Mächte 1501 gemeinsam besetzten, schon 1503 aber bemächtigte sich Ferdinand des ganzen Reichs, als König von Neapel war er Ferdinand III. 1512 mit der Eroberung des lange umworbenen Navarra war dann auf der Pyrenäischen Halbinsel eine Staatseinheit geschaffen und nach allen Seiten abgerundet, und auch der Süden Italiens dem Reich hinzugefügt.

### Nach Isabellas Tod
Nach Isabellas Tod 1504 wurde die Vereinigung der beiden Kronen de facto vollzogen, da Ferdinand in Vertretung für seine als wahnsinnig geltende Tochter Johanna nun auch die Herrschaft in Kastilien übernahm. In zweiter Ehe heiratete Ferdinand am 22. März 1506 in Dueñas Gräfin Germaine de Foix, eine Tochter von Jean de Foix, comte d’Etampes, vicomte de Narbonne, und Marie de Valois-Orléans. Sie war mütterlicherseits eine Nichte des Königs Ludwig XII. von Frankreich. Germaine schenkte ihm den Sohn Johann (*/† 3. Mai 1509), príncipe de Girona. Die Ehe gab ihm den Vorwand zu einer zusätzlichen Erweiterung seines Herrschaftsgebiets. Er begann die Eroberung des Königreichs Navarra südlich der Pyrenäen und konnte diese bis 1512 abschließen.
Die älteste Tochter Isabella war nach dem Tod des portugiesischen Thronfolgers, ihres ersten Gemahls, mit dem portugiesischen König Manuel I. verheiratet. Die erhoffte Vereinigung Spaniens und Portugals schlug jedoch fehl, weil sowohl die Prinzessin als auch ihr einziges Kind bald starben. Da Ferdinands Sohn Johann jedoch kurz zuvor verstorben war, wurde der Habsburger Philipp als Ehemann der nunmehrigen ältesten Tochter Johanna der Thronerbe Kastiliens. Seine Regentschaft trat er nach dem Tod Isabellas der Katholischen 1504 an, verstarb aber schon 1506. Johanna galt aufgrund des ihr nachgesagten Wahnsinns als regierungsunfähig, und so übernahm Ferdinand die Regentschaft für ganz Spanien bis zu seinem Tod im Jahre 1516.
Ferdinand starb am 23. Januar 1516 in Madrigalejo (heutige Provinz Cáceres). Seine sterblichen Überreste befinden sich zusammen mit denen seiner ersten Frau, Isabella der Katholischen, in der Krypta der Capilla Real (Königliche Kapelle) in Granada. Die Grabinschrift lautet:

“Mohameticae sectae prostratores et heretice pervicacie extinctores Ferdinandus Aragonorum et Helisabetha Castelle vir et uxor unanimes Catolice appellati marmoreo clauduntur hoc tumulo.”

„Die Vernichter der Mohammedanischen Sekte und Auslöscher der häretischen Falschheit, Ferdinand von Aragón und Isabella von Kastilien Gemahl und Gemahlin, allerseits die Katholischen geheißen, umschließt dieses marmorne Grab.“

Ihm folgte in Spanien Philipps und Johannas Sohn Karl I., als römisch-deutscher Kaiser Karl V.

## Wappen

Wappen von Ferdinand II. (1479–1492)
Wappen von Ferdinand II. (1492–1504)
Wappen von Ferdinand II. (1504–1513)
Wappen von Ferdinand II. (1513–1516)
Königliches Wappen von Ferdinand II. von Aragón

Obwohl Ferdinand II. von Andreas Palaiologos byzantinische Titel erwarb, waren diese weder in Wappen noch in Titular in Verwendung.

## Nachkommen
Mit Isabella I. von Kastilien hatte er die folgenden Kinder:
- Isabella (* 2. Oktober 1470; † 23. August 1498)
  1. ⚭ Infant Alfons von Portugal; nach dessen Tod:
  2. ⚭ König Manuel I. von Portugal
- Johann (* 28. Juni 1478; † 4. Oktober 1497) ⚭ Margarete von Österreich (1480–1530), Tochter des späteren Kaisers Maximilian I.
- Johanna, genannt die Wahnsinnige, (* 6. November 1479; † 13. April 1555) ⚭ Philipp I., genannt der Schöne, Sohn des späteren Kaisers Maximilian I.
- Maria (* 29. Juni 1482; † 7. März 1517) ⚭ König Manuel I. von Portugal
- Katharina (* 15. Dezember 1485; † 7. Januar 1536)
  1. ⚭ Arthur Tudor, Fürst von Wales; nach dessen Tod:
  2. ⚭ König Heinrich VIII. von England, jüngerer Bruder Arthur Tudors

Weitere fünf Kinder starben bei der Geburt oder kurz danach.
Mit Gräfin Germaine de Foix hatte er einen Sohn:
- Johann (* ?; † 3. Mai 1509)

Ferdinand II. war auch Vater der unehelichen Kinder Alfons, Johanna, Maria und einer weiteren Maria.